# Sericania fuscolineata
Sericania fuscolineata är en skalbaggsart som beskrevs av Victor Ivanovitsch Motschulsky 1860. Sericania fuscolineata ingår i släktet Sericania och familjen Melolonthidae.

## Underarter
Arten delas in i följande underarter:
- S. f. fulgida
- S. f. minuscula
- S. f. ezoensis